# Pancoastburg (Ohio)
Pancoastburg es un lugar designado por el censo ubicado en el condado de Fayette, en el estado estadounidense de Ohio. En el Censo de 2010 tenía una población de 87 habitantes y una densidad de 96,8 personas por km².

## Geografía
Pancoastburg se encuentra ubicado en las coordenadas 39°37′26″N 83°15′54″O / 39.62389, -83.26500. Según la Oficina del Censo de los Estados Unidos, Pancoastburg tiene una superficie total de 0.9 km², de la cual 0.88 km² corresponden a tierra firme y (1.73%) 0.02 km² es agua.

## Demografía
Según el censo de 2010, había 87 personas residiendo en Pancoastburg. La densidad de población era de 96,8 hab./km². De los 87 habitantes, Pancoastburg estaba compuesto por el 98.85% blancos y el 1.15% eran asiáticos.